# Jijé
Pour l’article ayant un titre homophone, voir JG.
Pour les articles homonymes, voir Gillain.
Joseph Gillain, dit Jijé, né le 13 janvier 1914 à Gedinne (province de Namur) et mort le 19 juin 1980 à Versailles (Yvelines), est un scénariste et dessinateur de bande dessinée belge. Il est l'initiateur de ce que le monde de la bande dessinée désigne comme l'école de Marcinelle, liée aux Éditions Dupuis et au Journal de Spirou. 
Considéré comme l'un des pères de la bande dessinée franco-belge, Jijé a créé ou repris un grand nombre de séries. Il est également un auteur majeur de la bande dessinée chrétienne, au travers de ses biographies de Don Bosco, Charles de Foucauld ou Bernadette Soubirous.

## Biographie

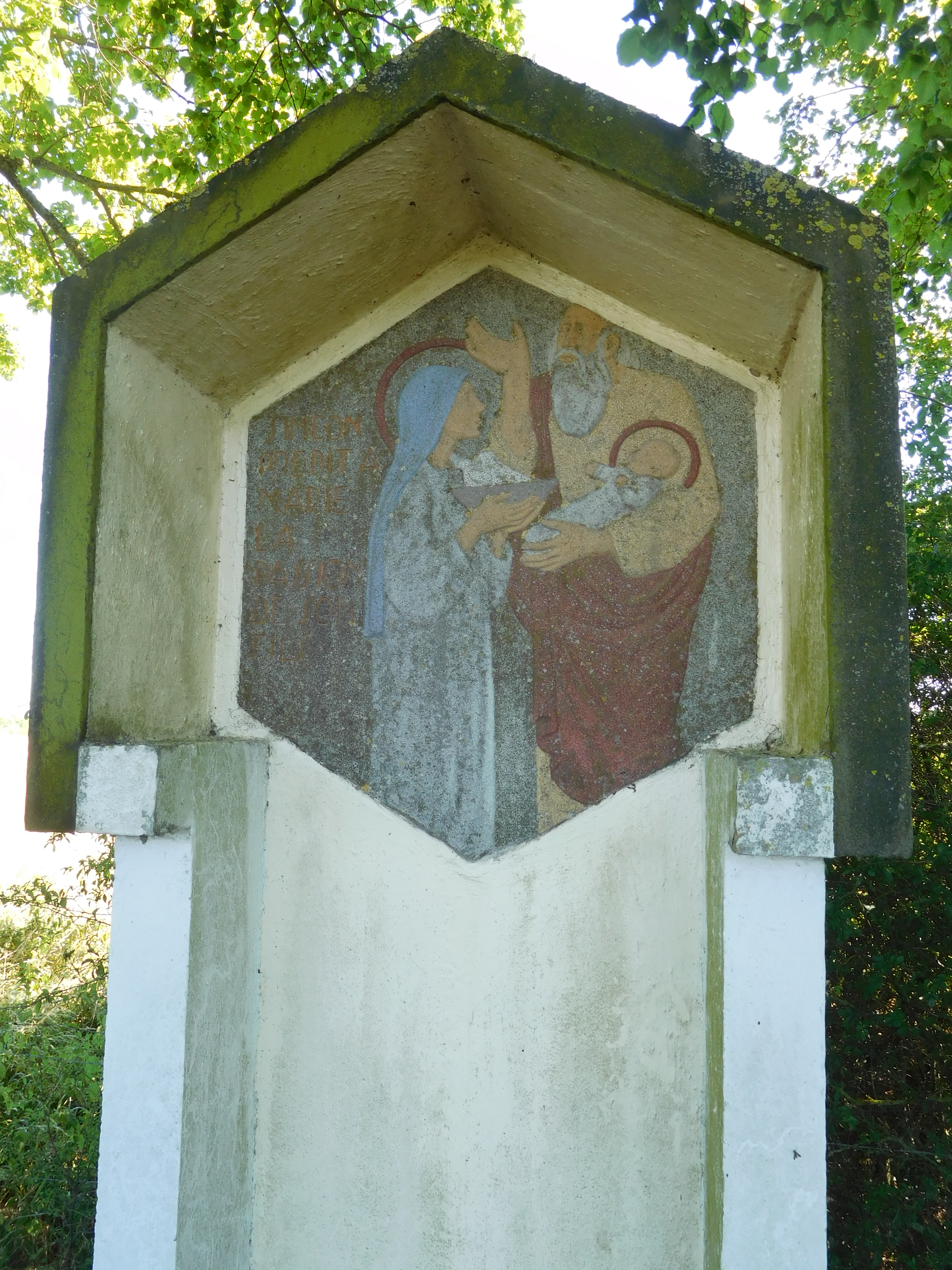
Une des premières œuvres de Jijé, en 1935, fut la création du « chemin des Sept Douleurs » pour la chapelle Notre-Dame de Haurt, à Bure

Joseph Gillain naît le 13 janvier 1914 à Gedinne en province de Namur, il
est issu d'une famille catholique – deux de ses trois frères sont prêtres et deux de ses quatre sœurs sont entrées dans les ordres. Son père Eugène Gillain est contrôleur des contributions. Il est régulièrement muté, ce qui conduit à de fréquents déménagements familiaux. Eugène Gillain est également un conteur et un animateur de la vie littéraire en Wallonie, l'un des fondateurs de la revue Les Cahiers wallons. 
Après des études dans l'enseignement libre, Joseph est admis à quatorze ans à l'école de métiers d’art de l'abbaye de Maredsous, qui forme des artisans susceptibles de réaliser des objets religieux. Il y reste trois ans, apprend l'orfèvrerie et suit des cours d'arts décoratifs, de gravure, de modelage et de dessin. Il travaille ensuite à Charleroi dans un atelier de mécanique tout en suivant les cours de l'université du Travail, où il est l'élève de Léon Van den Houten. Ce peintre néo-impressionniste lui apprend le dessin d'après modèle, sans regarder la feuille de papier sur laquelle il travaille. 
En 1932-1933, il suit les cours de l'Institut Supérieur des arts décoratifs de La Cambre et fréquente les cours du soir de l'Académie des beaux-arts de Bruxelles. Jijé travaille la gravure sur bois et réalise des œuvres liées à l'art sacré : sculpture, gravure, fresques. Il peint en 1938 un tableau de trois mètres sur trois, dans l’église de Corbion, représentant trente-cinq personnages du village écoutant saint Jean-Baptiste prêcher au bord de la Semois.
À partir de 1932, à l'instigation de son père, Jijé réalise un nombre considérable de gravures pour illustrer des œuvres littéraires publiées en wallon et en français, ainsi que les 46 couvertures de la première série des Cahiers wallons. À ce titre, il est admis en 1935 comme membre adhérent du cercle littéraire dialectal Lès Rèlîs Namurwès. En 1932, il réalise aussi les gravures de l'église Notre-Dame du Travail de Bray, reprise sur la liste du patrimoine immobilier exceptionnel de la Wallonie. À partir de 1944 et jusqu'en 1955, il poursuit sa carrière d'illustrateur aux éditions Dupuis, pour des romans populaires ; il délaisse alors la gravure au profit du dessin à l'encre de Chine, du lavis et de l'aquarelle.
Jijé épouse Annie Rodric, sœur d'un de ses condisciples de Maredsous, en 1937. Le couple a quatre enfants. 
Il commence à travailler en 1935 pour un hebdomadaire de Namur, Le Croisé. Sa première publication, un dessin de couverture, date du 1er décembre. Il y publie ses premières bandes dessinées : Les Aventures de Jojo, adoptant la signature de Jijé. Il intègre ensuite les éditions Dupuis, effectuant des illustrations au lavis pour Le Moustique, puis des bandes dessinées pour Spirou. C'est le début d'une collaboration qui dure jusqu'à sa mort. Sous l'Occupation, il est conduit à reprendre le personnage de Spirou, dont le créateur Rob-Vel est prisonnier de guerre en Allemagne.
Au lendemain de la guerre, il est l'un des auteurs vedette des éditions Dupuis. Il prend sous son aile plusieurs jeunes dessinateurs dans sa maison de Waterloo, les conseille, les aide, les forme et les héberge. Will, Hubinon, Eddy Paape, Morris, Franquin bénéficient, entre autres, du gîte, du couvert et de l'appui de Jijé et de son épouse Annie.
En 1948, Jijé est pris de la crainte d'une troisième guerre mondiale. Il décide de se mettre à l'abri avec sa famille et embarque pour les États-Unis avec sa femme, ses quatre enfants – dont un bébé de quinze mois – et ses deux élèves Franquin et Morris. L'équipe débarque à New York et traverse l'Amérique en voiture, direction Los Angeles. Les trois dessinateurs s'imaginent que Walt Disney va les embaucher, ce qui n'est pas le cas. Ils franchissent la frontière faute de visa leur permettant de travailler aux États-Unis et s'établissent à Tijuana, puis à Cuernavaca où ils restent près de deux ans, envoyant leurs planches à leur éditeur qui leur adresse des mandats. Ce périple sera décrit sous forme de bande dessinée par Yann et Olivier Schwartz en 2012 – l'album est publié chez Dupuis sous le titre Gringos locos. Jijé s'installe ensuite avec sa famille à Wilton, dans le Connecticut, près de New York. Il y rencontre René Goscinny et le présente à Morris, qui demandera à celui-ci, quelques années plus tard, de devenir le scénariste de Lucky Luke.
En juillet 1950, Jijé rentre en Europe. Il s'installe à Cassis puis à Juan-les-Pins. Au milieu des années 1950, il achète une vieille orangerie à Draveil, qu'il restaure au fil des ans et où il vit jusqu'à sa mort.

## Carrière

### Les débuts
Très tôt, Jijé fait preuve d’une imagination foisonnante, créant de très nombreux héros qu'il n'hésite pas à confier ensuite à d’autres, à titre provisoire ou définitif. Il commence par dessiner Les Aventures de Jojo pour Le Croisé en mai 1936 – dont la secrétaire de rédaction lui a demandé de « faire un Tintin ». Son style est nettement influencé par Hergé. L'avocat de ce dernier lui envoie d'ailleurs un courrier de protestation. Jijé se dégage rapidement de cette influence — notamment au travers de la bande dessinée réaliste. Trois ans plus tard, il se présente chez l'éditeur Dupuis qui vient de lancer le Journal de Spirou. Il y reprend Freddy aux Indes sous le titre Le Mystère de la clef hindoue, puis crée la série Trinet et Trinette. Il dessine simultanément Blondin et Cirage pour l'hebdomadaire religieux Petits Belges. 
En 1940, il reprend brièvement le personnage de Spirou, créé par le Français Rob-Vel, alors prisonnier de guerre. Le petit groom en uniforme rouge est ensuite l’objet d’adoptions en chaîne. Jijé le restitue en mars 1941 à Rob-Vel, qui vient d'être libéré. Celui-ci cède deux ans plus tard tous les droits à Dupuis qui confie à nouveau  la série à Jijé. Celui-ci contribue à en fixer le style et à lui donner un ton plus fantaisiste. Il est également à l'origine de l'aspect définitif du compagnon de Spirou, le journaliste Fantasio, personnage imaginé par Jean Doisy. La série Spirou et Fantasio est ensuite reprise par Franquin en 1946.
Jijé est également amené à improviser une conclusion aux séries américaines Superman et Red Ryder dont les pages ne parviennent plus à la rédaction de Spirou. En février 1941, il aborde un style de dessin réaliste pour la publication d'une biographie du prêtre italien Giovanni Melchior Bosco, fondateur de la congrégation des salésiens, sous le titre Don Bosco ami des jeunes. Il redessine entièrement la biographie en 1949 pour Le Moustique. L'album paraît en 1950 et sera réédité à plusieurs reprises. Don Bosco reste à ce jour le plus grand succès commercial de Jijé avec un total de 500 000 exemplaires vendus. En octobre 1941, sur une idée de Jean Doisy, rédacteur en chef de Spirou, Jijé crée le personnage de Jean Valhardi, dont le patronyme est issu des adjectifs « valeureux » et « hardi ». Il s'agit d'un détective qui travaille pour une compagnie d'assurances. Doisy le décrit ainsi : « Valhardi, respectant le Code d'honneur, est franc et droit : il est l'ami de tous, mais surtout des faibles : il a du cran, se sacrifie pour les autres, ne craint pas de se salir les mains […] ». Jijé dessine Valhardi jusqu'en 1946. 
Jijé est incarcéré durant deux mois à la Libération. Sous l'occupation, il a en effet été titulaire d'une carte de l'Association des photographes et dessinateurs de presse l'autorisant à travailler pour Spirou et sa version néerlandophone Robbedoes et qui l'exemptait du travail obligatoire en Allemagne. Son biographe François Deneyer émet l'hypothèse qu'il a également été victime de sa proximité avec l'abbé Henri Balthasar, admirateur notoire du mouvement Rex et de Léon Degrelle. Jijé est libéré sur intervention de Jean Doisy — lui-même résistant et communiste —, qui demande le soutien de Fernand Demany, ministre sans portefeuille chargé de l’information. Jijé n'est ensuite plus inquiété. 

### Homme à tout faire duJournal de Spirou
Il est alors « l'homme à tout faire » des éditions Dupuis, réalisant à lui seul la moitié du sommaire du Journal de Spirou : Trinet et Trinette, Spirou et Fantasio, Don Bosco, Jean Valhardi et une biographie de Christophe Colomb. Il travaille également pour Le Moustique autre publication Dupuis. Jijé réalise par surcroît de nombreuses couvertures, illustrations, calendriers, jeux et dessins divers pour Dupuis. Sur l'insistance d'un de ses amis, l'abbé Henri Balthasar, il entreprend une adaptation en bande dessinée du Nouveau Testament sous le titre Emmanuel. Cet ouvrage lui prend beaucoup de temps et le résultat le laisse insatisfait : l'abbé a noyé son dessin dans des dialogues didactiques interminables. Du fait de cette charge de travail, il est contraint d'abandonner Blondin et Cirage à Hubinon, Valhardi à Eddy Paape et Spirou à Franquin. L'album Emmanuel paraît en plusieurs tomes à partir de 1947. C'est un échec commercial notable.  
En 1949, alors qu'il se trouve aux États-Unis, il est sollicité par un voisin pour réaliser une bande dessinée ayant pour décor les champs de course américains. L'histoire de six planches paraît sous le titre Love and learn dans un comic-book sentimental : Romance Trail publié par DC Comics. L'essai n'a pas de suite. En 1952, il signe pour Les Bonnes Soirées un « roman dessiné » au lavis intitulé El Senserenico, présenté comme adapté d'un roman sentimental de « Flora Sabeiran », auteur prétendument sud-américain et probablement imaginaire. 
En 1954, Dupuis abandonne la série américaine Red Ryder et recherche un western de remplacement. Jijé, de retour de son périple aux États-Unis et au Mexique, a repris Blondin et Cirage dans Spirou. Il manifeste son intérêt pour le western : « Comme je revenais de là-bas, j'avais vu toutes sortes de phénomènes, des paysages terribles et ça m'a beaucoup amusé. Et puis j'aime beaucoup dessiner les chevaux. » En mars 1954, les premières planches de Golden Creek, le secret de la mine abandonnée paraissent dans Spirou. Il s'agit de la première aventure de Jerry Spring. La série connaît 21 épisodes publiés dans Spirou jusqu'en 1966, puis trois autres de 1975 à 1977. Jijé a parfois recours aux services de scénaristes tels Maurice Rosy, René Goscinny, son fils Philippe Gillain ou Jacques Lob. Jerry Spring a directement inspiré le style et l'atmosphère des Aventures du lieutenant Blueberry, nées sous le crayon de Gir dans Pilote. Giraud a travaillé sur Jerry Spring avec Jijé, notamment pour l'épisode La route de Coronado. 
Jijé, qui souhaite retrouver une « atmosphère moderne », reprend le personnage de Jean Valhardi en 1956, à qui il adjoint un jeune acolyte fantaisiste nommé Gégène. Il mène alors de front de nombreux travaux : entre 1958 et 1965, il publie sept albums de Jerry Spring, neuf de Valhardi et les biographies de Charles de Foucauld et de Bernadette Soubirous. Il illustre un livre de Laurence Pernoud et réalise plusieurs histoires complètes pour Spirou. Pour Valhardi, il recourt parfois à des scénaristes : Jean-Michel Charlier, Philip (pseudonyme de Philippe Gillain) et Guy Mouminoux ; ce dernier fait prendre un virage « yéyé » à la série au cours des trois derniers albums dans lesquels Gégène, photographe et faire-valoir de Valhardi, vole progressivement la vedette au héros. Cette évolution déconcertante amène à l'abandon de la série par Jijé. Le dessinateur René Follet la reprend pour deux albums dans les années 1980.
En 1964, il assiste le dessinateur animalier Herbert Geldhof pour les deux premiers épisodes de Docteur Gladstone sur des scénarios de Charles Jadoul.

### Les annéesPilote
En 1966, les éditions Dupuis cherchent à mettre fin à la publication d'albums de certains auteurs, insuffisamment rentables à leurs yeux. Eddy Paape, Sirius et Jijé sont visés. Celui-ci met en cause « la prescription administrative malheureuse des services comptables de la Maison Dupuis qui réclamaient des mesures malthusiennes à l'égard des albums qui se vendaient mal… Ce qui voilait la carence des services commerciaux, lesquels étaient paradoxalement aux mains des mêmes décideurs ». Jijé a déjà travaillé brièvement pour Pilote, magazine créé par Goscinny et Charlier en 1959. Cet hebdomadaire français évolue à la fin des années 1960 et fait passer la BD du monde des enfants et adolescents à celui des adultes. Jijé a réalisé plusieurs illustrations et un récit complet moyenâgeux de six planches (Cédric). Il conseille à Jean-Michel Charlier d'embaucher Jean Giraud pour sa nouvelle série western Blueberry et lui-même intervient ponctuellement sur les cinq premiers épisodes de la série. Il supplée notamment Giraud, alors en voyage aux États-Unis, en réalisant une vingtaine de pages du Cavalier perdu. 
En 1966, Charlier l'informe qu'Albert Uderzo souhaite cesser de dessiner Les Aventures de Tanguy et Laverdure et lui demande s'il connaît un dessinateur capable de le remplacer. Uderzo, accaparé par le succès d'Astérix, se trouve moins à l'aise dans le dessin réaliste de Tanguy. Jijé se propose aussitôt comme repreneur, saisissant l'opportunité d'accéder à des tirages importants. Il est peu probable, contrairement à ce qui est parfois affirmé, qu'Uderzo ait collaboré aux seize premières planches de Mission spéciale, en dehors de la demi-planche 1A au sujet de laquelle il y a débat. Profitant du succès de l'adaptation télévisée, Jijé fait évoluer le physique des deux héros et adapte la série à son graphisme. Elle sera prépubliée ensuite dans Le Journal de Tintin. Sur des scénarios de Jean-Michel Charlier, Jijé dessine treize albums de Tanguy et Laverdure, qui sont publiés chez Dargaud puis Novedi. 
Il revient occasionnellement au dessin d'humour pour plusieurs planches et caricatures, telles French Connection et Téléphone rouge. Il travaille également pour La Voix du Nord sur Le commissaire Jean Major, une série de jeux policiers scénarisés par Jean-Paul Rouland, ainsi que pour Télé 7 jours et diverses publications publicitaires, dont Bonux Boy et Total-Journal. En 1977, il réalise pour Le Trombone illustré une série de planches humoristiques caricaturant ses héros Jerry Spring et Pancho, sous le titre Que barbaridad ! La même année, il reprend le dessin de la série Barbe-Rouge avec le concours de son fils Laurent (qui signe Lorg) et sur des scénarios de Charlier, après que Victor Hubinon ait décidé d'arrêter. Quatre épisodes sont publiés dans l'hebdomadaire Super As.
Jijé meurt le 19 juin 1980 à l'hôpital de Versailles, des suites d'une longue maladie pour laquelle il était soigné depuis plusieurs années. Il est inhumé auprès de ses parents dans le cimetière de Sart-Saint-Laurent, dans la province de Namur, en présence de nombreux dessinateurs et scénaristes de bande dessinée. Une rue du village porte son nom.

### Les biographies chrétiennes
Jijé est également reconnu pour sa production « chrétienne » au travers de cinq biographies publiées entre 1941 et 1959, traduites en plusieurs langues et sans cesse rééditées : Don Bosco, Emmanuel, Blanc Casque, Bernadette (pour l'hebdomadaire Line) et Charles de Foucauld.
En 1941, Jijé réalise une première biographie de Don Bosco, à la demande de la famille Dupuis qui admire le personnage. Il explique plus tard : « Ça ne me souriait guère parce que d'abord on n'avait jamais fait ce genre de biographie et que pour moi une biographie religieuse était fatalement entachée de bigoterie. » En 1947 il réalise sa grande œuvre au lavis Emmanuel, une vie de Jésus, à la demande de son ami l'abbé Henri Balthasar, qui impose la technique et les phylactères didactiques et religieux qui écrasent le dessin. Le résultant est décevant. « Finalement c'est une œuvre totalement perdue. Ça m'a pris un temps énorme », conclut Jijé. En 1949, il redessine Don Bosco. Six ans plus tard, il met en images Blanc Casque de Jules Pirot, pour faire plaisir à son père Eugène Gillain. Il s'agit d'un roman édifiant dont l'auteur est un missionnaire belge au Canada et qui a été publié par la congrégation des Pères Blancs. En 1958, pour le centenaire des apparitions mariales à Lourdes, les Éditions du Lombard lui commandent une vie de Bernadette Soubirous en bande dessinée. Bernadette est publiée dans Line. En 1959, il fait paraître dans Spirou une biographie de Charles de Foucauld, sous-titrée Conquérant pacifique du Sahara, qui contient bon nombre de scènes d'action.
Jijé a également dessiné Christophe Colomb et Baden Powell, deux biographies « laïques ».
Philippe Delisle et Benoît Glaude observent que Jijé ne renie pas son éducation chrétienne, ne dit pas dans ses interviews avoir perdu ou jamais eu la foi et ne gomme pas les références religieuses présentes dans certaines de ses œuvres. En 1969, il confie à Philippe Vandooren que ces biographies lui permettent de se sentir plus utile : « Avec ces biographies, j'ai passé de très bons moments à mettre la bande dessinée au service de quelque chose de plus large que le simple amusement du public. »

### Les scénaristes
« On m'a accusé de produire des scénarios trop faibles, ce que je conteste. Cependant, possédant un caractère assez souple, je me suis incliné et j'ai demandé à d'autres. Il subsiste cependant une ambiguïté dans la mesure où je demande plus souvent des thèmes que des scénarios complets », explique Jijé. Il est conduit à collaborer avec un grand nombre de scénaristes. Pour Le Nègre blanc, une aventure de Blondin et Cirage, il fait appel à son frère Henri Gillain. Jean Doisy, rédacteur en chef de Spirou, conçoit le personnage de Valhardi et écrit tous les scénarios de la première série d'aventures de ce héros. Il s'agit en fait de véritables romans, qui laissent au dessinateur toute latitude pour en réaliser le découpage et la mise en forme. En 1956, Jijé reprend seul le personnage pour Valhardi contre le Soleil Noir, puis fait appel à Jean-Michel Charlier pour le scénario de l'épisode suivant, Le Gang du diamant. Le dessinateur improvise la fin de l'épisode, Charlier ne lui ayant pas livré à temps la fin de l'histoire. Son fils Philippe Gillain, âgé alors de seize ans, lui fournit la trame de plusieurs aventures, après quoi Guy Mouminoux scénarise Le Retour de Valhardi et les deux épisodes suivants, dans une veine yéyé qui ne convient plus au dessinateur.
Pour Jerry Spring, Jijé réalise seul un certain nombre d'épisodes. Il fait appel à Goscinny pour L'Or du vieux Lender, mais ne respecte pas toujours le synopsis que celui-ci lui a transmis. Maurice Rosy, Jean Acquaviva, Philippe Gillain, et Jacques Lob travaillent avec lui pour plusieurs albums.
L'ensemble des scénarios des Aventures de Tanguy et Laverdure est réalisé par Charlier, qui a créé la série avec Uderzo. Il arrive que Jijé prenne la liberté d'écourter les séquences dans lesquelles Laverdure est victime de ses propres pitreries. C'est aussi sur des scénarios de Charlier que Jijé dessine trois aventures de Barbe-Rouge après le décès d'Hubinon.
En fait, Jijé ne peut se contenter d'être l'exécutant d'un scénariste. Comme le confirment Philippe Capart et Erwin Dejasse : « Les scénarios qu'il sollicite lui fournissent des pistes d'histoires. Bien souvent il outrepasse le synopsis initial qu'il remodèle à sa guise au gré des impulsions de son imagination, des idées qui le traversent au moment de la réalisation des planches. » C'est ce qui explique que Rosy et Goscinny aient renoncé à retravailler avec lui. Rosy raconte : « J'ai reconnu mon scénario jusqu'à la huitième planche. J'avais fait un découpage mais Jijé est parti ailleurs. Puis il m'a téléphoné pour me dire qu'il avait changé telle et telle chose. Je me demande si ce n'est pas à ce moment-là qu'il a remplacé le garçon par une fille… J'ai fini par laisser tomber ! »

### Projets non aboutis
En 1956, Charlier et Goscinny imaginent une publication grand format de bandes dessinées destinée à être insérée dans les journaux quotidiens : Le Supplément illustré. Plusieurs nouvelles séries sont présentées dans le numéro zéro, parmi lesquelles La Véritable Histoire de d'Artagnan, de Charlier et Jijé, et Max Garac, un personnage de détective. Une première planche signée Gill & Goscinny présente le héros dans un décor urbain et un club de jazz. Le Supplément illustré ne verra pas le jour, pour des questions liées à la rémunération des kiosquiers.
Vers 1966, le scénariste Jacques Lob lui propose un personnage d'héroïne sexy : Herculena. Il s'agit d'une foraine dotée d'une force exceptionnelle et de formes généreuses. Jijé dessine une planche d'essai sur des dialogues parodiques. Ce projet de série érotico-aventureuse ne va pas plus loin.
En 1970, un groupe d'amis de Johnny Hallyday lance un hebdomadaire voué au culte des vieilles bandes dessinées américaines : Johnny, le journal de l'âge d'or. Sur un découpage de son fils Philip (Philippe Gillain), Jijé dessine Hud le spécialiste, une aventure inédite du héros d'un western de Sergio Corbucci sorti l'année précédente, dans lequel le chanteur tenait le rôle principal. Il réalise onze planches de ce récit avant que l'hebdomadaire cesse de paraître.
En 1973, les éditions Dargaud envisagent une collection d'adaptation de grands westerns en bande dessinée. Jijé passe quelques jours au Nouveau-Mexique et en Espagne sur le tournage du film de Tonino Valerii Mon nom est Personne. Il réalise une dizaine de planches, cependant le projet tourne court en raison des exigences financières du producteur Sergio Leone.

## Un artiste touche-à-tout
En sus de son activité de dessinateur et scénariste de bande dessinée, Jijé a été peintre, sculpteur, graveur, décorateur, modeleur, illustrateur. Selon les termes de Franquin et Yvan Delporte,  « il a travaillé à tant de choses diverses et dans des styles si différents, quoique personnels, qu'il aurait pu suivre quinze carrières à la fois. Au fond, c'est un peu ce qu'il a fait. »
En-dehors de son activité professionnelle, Jijé peint inlassablement. Il traite des paysages, des portraits, des scènes d'intérieur. Il déclare à maintes reprises qu'il souhaite consacrer plus de temps à la peinture. Il réalise plus de 500 toiles qui feront l'objet de plusieurs expositions, surtout à partir des années 1970. Il participe également à des ateliers destinés à sensibiliser les jeunes à la peinture. 
C'est également un bricoleur à la recherche d'innovations en tous genres. Avec son épouse Annie et ses enfants, il rénove complètement l'orangerie dont il a fait l'acquisition à Draveil en 1954. Il dépose également des brevets : une automobile à roues escamotables, un cadre élastique et une boîte de conserve intégrant un réchaud.  
En matière de bande dessinée, il a abordé le dessin réaliste et le dessin humoristique ; il a pratiqué tous les genres : biographies, westerns, aventures policières, séries militaires, récits de pirate, etc. Ainsi que l'écrit Franklin Dehousse, « paradoxalement, sa polyvalence l'a, dans une certaine mesure, desservi ». Comme Jijé l'explique lui-même, il a toujours éprouvé le besoin de créer ou de reprendre de nouveaux personnages, de changer de technique ou d'avoir recours à de nouveaux scénaristes : « Ce qu'il y a de passionnant dans le dessin, c'est d'aller de l'avant, de chercher, de s'obliger à découvrir de nouveaux horizons. Commercialement parlant, il faudrait faire le contraire. C'est-à-dire travailler jusqu'à ce qu'on ait trouvé une “formule” et l'exploiter au maximum. »

## Distinction
En 1975, à l'initiative de Jean-Maurice Dehousse, député à la Chambre des représentants, Jijé fait l'objet d'un film documentaire d'une cinquantaine de minutes dans la série La Mémoire singulière. Le film est diffusé à la Radio-Télévision belge le 7 décembre 1975.
Jijé reçoit le prix du jury des prix Saint-Michel (assimilé a posteriori au Grand Prix Saint-Michel) et le prix Stripschap en 1975 et il est sacré Grand Prix de la ville d'Angoulême en 1977. En 2013, l'édition espagnole de Mon ami Red (Jerry Spring) reçoit le prix Haxtur de la meilleure histoire courte.

## Influences

### Des sources d'inspiration limitées
Virtuose du dessin et grand inventeur de formes, Jijé ne connaît guère la bande dessinée dans sa jeunesse, à l'exception de Tintin et de Bicot de Martin Branner. Il commence à dessiner avec Alex Daoust, un peintre et sculpteur dinantais à qui il dit devoir beaucoup. Plus tard, le peintre néo-impressionniste Léon Van den Houten lui apprend le « dessin japonais », une méthode consistant à dessiner sans regarder le papier, méthode à laquelle il restera très attaché. La fréquentation des écoles où l'on apprend à dessiner avec des fusains et des modèles lui sera très utile quand il abordera la bande dessinée réaliste.
En 1969, Jijé explique à Philippe Vandooren : « Pour nous en 1935 ou en 1940, la bande dessinée était une découverte ; nous n'étions pas accoutumés à ce procédé, à cette vision des choses […]. Nous avons dû nous adapter, trouver le “courant” et nous débarrasser d'une vision “esthétisante” du dessin. » Il reconnaît avoir subi l'influence d'Hergé à ses débuts. Du reste, sa première commande pour Le Croisé est de « faire un Tintin ». Le style d'Hergé lui semble donc inévitable. Il s'en émancipe en 1941, en abordant un genre nouveau avec Don Bosco, biographie au dessin réaliste. Ce n'est qu'à la fin de la guerre que Franquin et Morris lui font découvrir les comics américains et notamment Steve Canyon de Milton Caniff, qui le surprendra beaucoup. Jijé admire également Terry et les Pirates, repris par George Wunder.

### L'école Jijé
L'école de Marcinelle est au Journal de Spirou, fondé à Marcinelle par Jean Dupuis en 1938, ce que l'école de Bruxelles est au Journal de Tintin, lancé par les Éditions du Lombard en 1946. Pendant l'occupation, Jijé accueille sous son toit Willy Maltaite, présenté par le père de celui-ci, afin de juger son travail et savoir s'il a un avenir comme dessinateur. Jijé l'initie au modelage et au dessin. Will restera trois ans chez les Gillain. Après la guerre, les Éditions Dupuis souhaitent créer une équipe de dessinateurs pour Spirou et lui adressent Eddy Paape, Morris et Franquin, qu'il conseille et qu'il forme. Il héberge Morris et Franquin dans sa maison de Waterloo et les emmène avec toute sa famille lors de son périple aux États-Unis et au Mexique. Dans les années cinquante et soixante, de nombreux dessinateurs rendront visite à Jijé et travailleront dans son atelier comme élèves ou assistants : il collabore avec Herbert Geldhof et Guy Mouminoux sur Gladstone et Valhardi. Il conseille Victor Hubinon pour la reprise de Blondin et Cirage et travaille avec lui sur les deux premiers épisodes de Buck Danny. Peyo, Pat Mallet, Jean-Claude Mézières, Derib passent le voir régulièrement et sollicitent ses avis. Jean Giraud travaille avec lui pendant une année sur Jerry Spring, après quoi Jijé l'adresse à Jean-Michel Charlier qui cherche un dessinateur pour une nouvelle série western dans Pilote : ce sera Blueberry. Pour Tanguy et Laverdure, Jijé embauche Daniel Chauvin, un jeune dessinateur féru d'aviation, pour les décors et les avions. 
Au milieu des années soixante, il se lie avec Guy Bara et travaille avec lui sur un projet d'animation de Kéké le perroquet, personnage secondaire de Max l'explorateur. Au bout de deux mois de travail, les deux hommes renoncent en constatant que leurs efforts n'ont abouti qu'à une minute de bande d'essai. 
Selon André Franquin, Jijé est « non seulement un des meilleurs dessinateurs de Spirou – il ne faut pas oublier qu'il a été le chef de file de presque tous les dessinateurs “issus” de cette époque (l'après-guerre) – mais il était aussi une personnalité, ou plus exactement une personne ». Son influence a été décisive sur plusieurs générations d'auteurs, soit qu'ils aient travaillé à ses côtés, comme les auteurs sus-cités, soit que, venus lui soumettre leurs travaux, ils aient bénéficié de ses conseils. Parmi eux, on compte Hermann, Patrice Serres, André Juillard, Christian Rossi… Son influence s'est aussi étendue à toute une génération surgie après sa mort, tels Yves Chaland ou Serge Clerc qui s'en réclament dès leurs débuts. Cependant, dans son entretien avec Philippe Vandooren, Jijé exprime un avis mitigé sur ses rapports avec les jeunes dessinateurs : « Si quelqu'un se trouve avec moi, je m'occupe de lui et je ne fiche plus un clou ! Il m'empêche de travailler. […] Remarquez, il y a quand même des exceptions. J'ai travaillé avec des gens très souples qui faisaient leur boulot et ne m'empêchaient pas de faire le mien. Mais c'est assez rare […] ». Il peut se montrer sévère à l'égard de certains jeunes dessinateurs. Fred Funcken raconte que, venu présenter ses premiers dessins à la World Press, il s'est fait durement recevoir par Jijé : « Il m'a dit que mes planches étaient dégueulasses, que je n'avais aucun avenir dans ce métier et qu'il ne comprenait pas comment on avait pu même m'éditer… » Eddy Paape dit de Jijé : « C'était un personnage qui était parfois très fantasque : il pouvait être très bon et puis très dur ! Il piquait des colères épiques… Il pouvait vous dire un jour : “C'est pas mal ton dessin !” et le lendemain marcher dessus. » Inversement Jean-Claude Mézières se souvient avec plaisir de sa rencontre avec Jijé en 1958, en compagnie de Giraud et de Mallet : « Il s'est montré bienveillant. Il a été extrêmement gentil avec les gamins que nous étions. »
Les dessinateurs de l'école de Marcinelle (Franquin, Morris, Will, Tillieux, Roba, Jidéhem, Gos…) sont adeptes de la bulle arrondie, où fusent des dialogues simples, joyeux et spontanés. Pour leur part, leurs confrères et concurrents bruxellois (Hergé, Edgar P. Jacobs, Jacques Martin…) écrivent des textes plus longs et qui sont plus volontiers didactiques. Philippe Delisle et Benoît Claude considèrent cependant cette dichotomie comme artificielle et relèvent que Jijé a certes formé les jeunes dessinateurs de Spirou à la bande dessinée humoristique, mais qu'il s'en est lui-même détourné pendant les années cinquante pour se spécialiser dans un style réaliste. Du reste le dessinateur Tibet, réputé faire partie de l'école de Bruxelles, considère que son héros Ric Hochet doit beaucoup à Valhardi.

## Hommages

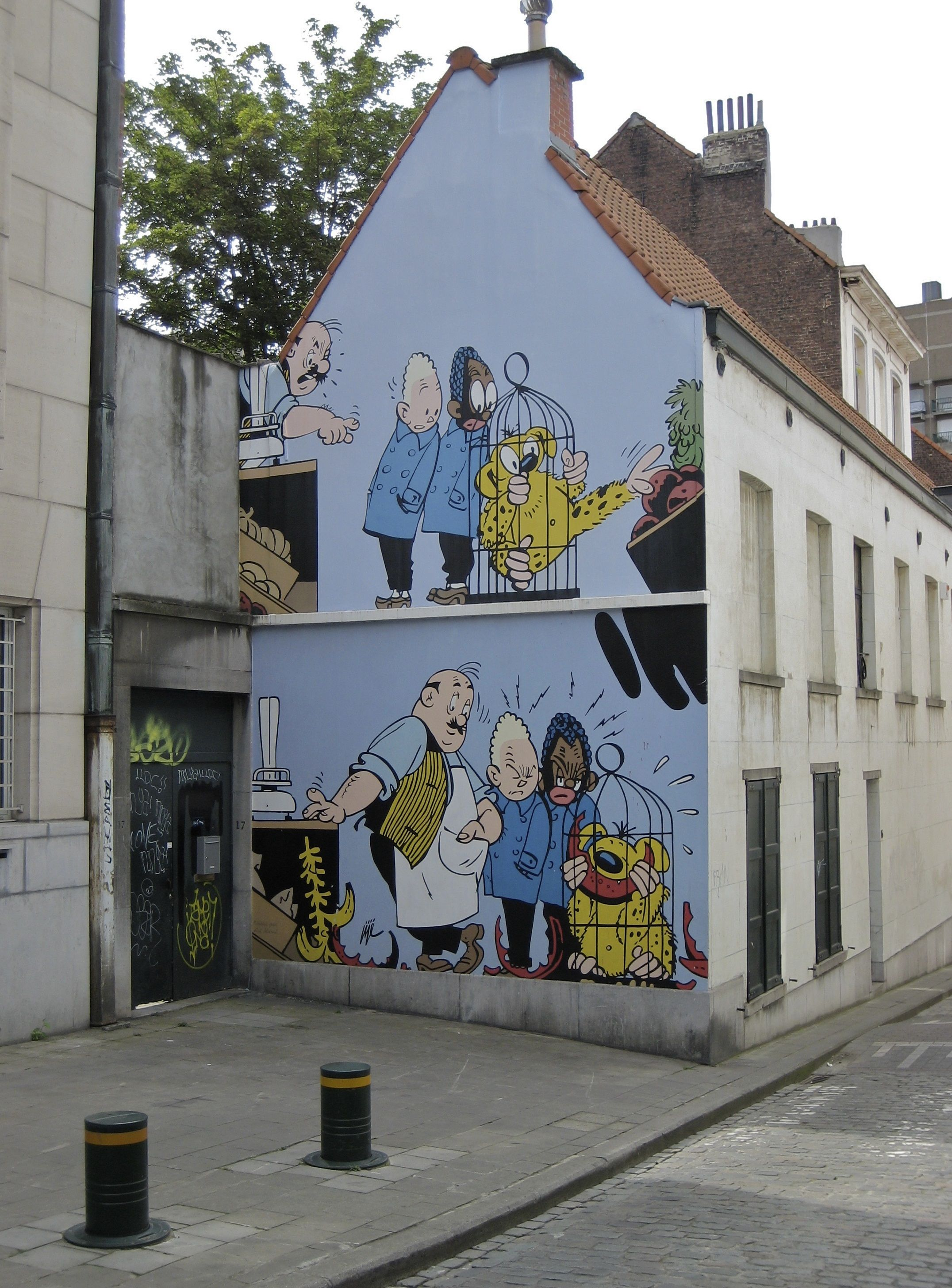
fresque Blondin et Cirage à Bruxelles

Peyo a donné les traits de Joseph Gillain à un personnage nommé Joseph dans Les Taxis rouges, première histoire de sa série Benoît Brisefer. Dans les planches 28 à 31, il aide Benoît Brisefer et Monsieur Dussiflard à quitter un navire en leur fournissant un canot pneumatique. 
Morris fait apparaître Jerry Spring et Pancho auprès de Lucky Luke sur quatre cases de l'épisode Sur la piste des Dalton. 
En juin 1981, le magazine Métal hurlant publie La Vie Exemplaire de Jijé, biographie humoristique de huit pages sous la signature d'Yves Chaland, Serge Clerc et Denis Sire, parodiant Les Belles histoires de l'oncle Paul. 
Une fresque murale Blondin et Cirage, faisant partie du parcours BD de Bruxelles, a été inaugurée à Bruxelles le 18 novembre 1998, sur le pignon de la maison au no 15 de la rue des Capucins, dans le quartier des Marolles. Cette fresque a été réalisée par David Vandegeerde et Georges Oreopoulos de l’association Art Mural. Les images proviennent de deux cases de la planche no 9 de l’épisode Blondin et Cirage découvrent les soucoupes volantes publiée dans le Journal de Spirou no 873 du 6 janvier 1955. 
Le 27 mai 2003, le musée Jijé, financé par des fonds privés, ouvre ses portes au cœur de Bruxelles, à l'initiative du collectionneur François Deneyer. Mais des recettes insuffisantes entraînent sa fermeture dès le 27 février 2005. En mars 2006, le créateur du musée obtient cette fois des fonds publics et ouvre, toujours à Bruxelles, la Maison de la bande dessinée. Outre l'œuvre de Jijé, elle met en scène le travail de nombre de ses collaborateurs de l'âge d'or de la bande dessinée belge, avec des expositions permanentes et temporaires.
Jijé est l'un des rares auteurs de bande dessinée dont les œuvres font l'objet d'une édition intégrale centrée sur son nom (Tout Jijé), en sus des intégrales consacrées à ses héros, exclusifs (Jerry Spring) ou non (Jean Valhardi, Tanguy et Laverdure).

## Publications

### DansSpirou
- Superman (dessin d'après Joe Shuster), avec Jerry Siegel (scénario) :

1. Marc, Hercule moderne, 1939-1941.
2. Superman, Hercule moderne, 1945-1945.

- Trinet et Trinette :

1. Trinet et Trinette dans l'Himalaya, 1939-1941.
2. Du sang sur la neige, 1941.

- Le Mystère de la clef indoue [sic], 1939.
- Spirou et Fantasio :

1. Le Fils du milliardaire (suite d'une histoire commencée par Rob-Vel), 1940.
2. Spirou vedette de cinéma, 1940.
3. Spirou chez les esquimaux, 1940-1941.
4. Spirou chez les trappeurs, 1941.
5. Le Pilote rouge, 1943.
6. Spirou et l'aventure, 1944-1945.
7. Happy Christmas ! Noël 1944, 1944.
8. Les Têtes noires, 1945.
9. La Jeep de Fantasio, 1945-1945.
10. Fantasio et le fantôme, 1946.
11. La Maison préfabriquée (5 premières planches), 1946.
12. Comme une mouche au plafond, 1949.
13. Les Hommes-grenouilles, 1951.

- Red Ryder (d'après Fred Harman), 1940-1943.
- Don Bosco, ami des jeunes, 1941-1942. Repris en 1946-1948.
- Illustration de la rubrique Notre code d'honneur en action, avec Jean Doisy (textes), 1941, 1943.
- Jean Valhardi :

1. Jean Valhardi détective (dessin), avec Jean Doisy (scénario), 1941-1943. Repris en 1979.
2. Jean Valhardi détective, 1944-1946.
3. Valhardi contre le soleil noir, 1956.
4. Le Gang du diamant (dessin), avec Jean-Michel Charlier (scénario) 1957.
5. L'Affaire Barnes, 1957-1958.
6. Le Mauvais Œil (dessin), avec Philip (Philippe Gillain, scénario), 1958.
7. Le Secret de Neptune, 1959-1960.
8. Rendez-vous sur le Yukon, 1961.
9. Le Retour de Jean Valhardi (dessin), avec Guy Mouminoux (scénario), 1963.
10. Le Grand Rush (dessin), avec Guy Mouminoux, 1964.
11. Le Duel des idoles (dessin), avec Guy Mouminoux, 1965.

- Christophe Colomb, 1942-1945.
- Couvertures de numéros spéciaux, 1943-1946, 1957.
- Calendrier 1949, 1948.
- Baden-Powell, 1948-1950.
- Blondin et Cirage :

1. Blondin et Cirage au Mexique, 1951. Repris en 1982 dans la collection « Péchés de jeunesse ».
2. Le Nègre blanc, 1951. Repris en 1984 dans la collection « Péchés de jeunesse ».
3. Kamiliola, 1952. Repris en 1980 dans la collection « Péchés de jeunesse ».
4. Silence, on tourne !, 1953. Repris en 1987.
5. Blondin et Cirage découvrent les Soucoupes volantes, 1954-1955. Repris en 1978 dans la collection « Péchés de jeunesse ».
6. Le Merveilleux Noël de Blondin et Cirage, 1963.

- Jerry Spring :

1. Jerry Spring, 1954.
2. Le Splendide Cavalier (dessin), avec Maurice Rosy (scénario), 1954. Repris en 1985. Publié en album sous le titre Yucca Ranch.
3. Le Visage pâle, 1955. Repris en album sous le titre Lune d'argent.
4. La Révolution mexicaine, 1955. Repris en album sous le titre Trafic d'armes.
5. La Passe des indiens, 1955-1956.
6. La Piste du Grand Nord (dessin), avec René Goscinny (scénario), 1956.
7. L'Or du vieux Lender (dessin), avec René Goscinny (scénario), 1956.
8. Le Ranch de la malchance, 1956-1957.
9. Enquête à San Juan, 1957.
10. Le Testament de l'oncle Tom, 1957.
11. Les Trois Barbus de Sonoyta (dessin), avec Jean Acquaviva (scénario), 1957-1958.
12. Fort Red Stone (dessin), avec Philip (scénario), 1958.
13. Le Maître de la Sierra (dessin), avec Philip (scénario), 1960.
14. La Route de Coronado (dessin), avec Jean Giraud (assistant dessin) et Philip (scénario), 1961.
15. El Zopilote, 1962.
16. Pancho hors-la-loi, 1963.
17. Les Broncos du Montana, 1963-1964.
18. Mon Ami Red Lover, 1964.
19. Le Loup solitaire (dessin), avec Daniel Dubois (scénario), 1964.
20. Les Vengeurs du Sonora, 1965.
21. Jerry Spring contre K.K.K. (dessin), avec Lob (scénario), 1966.
22. Le Duel (dessin), avec Lob (scénario), 1966-1967.
23. L'Or de personne (dessin), avec Philip (scénario), 1974.
24. La Fille du canyon (dessin), avec Philip (scénario), 1976.
25. Le Grand Calumet (dessin), avec Philip (scénario), 1977.

- Les plus belles histoires de l'Oncle Paul : Baden-Powell (dessin), avec Octave Joly (scénario), 1957.
- Charles de Foucauld, conquérant pacifique du Sahara, 1959.
- Les Méchants de Noël (dessin), avec Jacques Devos (scénario), histoire de quatre pages, 1964.
- Docteur Gladstone[14] (dessin), avec Herbert (dessin) et Charles Jadoul (scénario) :

1. Docteur Gladstone, 1964.
2. Zone interdite, 1964-1965.

- Que barbaridad !, six gags, 1977.
- Blanc Casque, 1981.

### DansPiloteetSuper Pocket Pilote
- Bonux-Boy (dessin), avec Benoît Gillain (scénario), sept gags, 1961.
- Blueberry (assistant dessin), avec Jean Giraud (dessin) et Jean-Michel Charlier (scénario) :

1. Le Cavalier perdu, 1965.

- Tanguy et Laverdure (dessin), avec Jean-Michel Charlier (scénario) :

1. Mission spéciale, 1966.
2. Les Anges noirs, 1967.
3. Destination Pacifique, 1967-1968.
4. Menace de mort sur Tahiti, 1968.
5. Première mission, 1968. Repris dans Super As en 1979.
6. Le Grand Mirage, 1968. Repris dans Super As en 1979.
7. Lieutenant double bang, 1968.
8. Piège pour un pilote, 1969.
9. Rapt en plein ciel, 1969. Repris dans Super As en 1979.
10. Baroud sur le désert, 1969.
11. Le Saboteur, 1969. Repris dans Super As en 1979.
12. Contre-espionnage aérien, 1969. Repris dans Super As en 1979.
13. Les Vampires attaquent la nuit, 1970.
14. Station brouillard, 1969. Repris dans Super As en 1979.
15. Fréquence 268.5, 1969. Repris dans Super As en 1979.
16. Les Espions des sables, 1969. Repris dans Super As en 1979.
17. La Terreur vient du ciel, 1969-1970.

- Barbe-Rouge (dessin), avec Jean-Michel Charlier (scénario) :

1. Le Pirate sans visage (co-dessinateur avec Victor Hubinon et Eddy Paape), 1966-1967.

- French connection, 1 page, 1972.
- Qu’est devenu Spassky ?, 3 pages, 1972.
- Les Rois de la pédale, 4 pages, 1972. Repris dans le Pilote annuel 1973.
- Le Téléphone rouge, gag, 1972.

### Dans d'autres revues
- Les Aventures de Jojo, dans La Semaine du croisé :

1. Dévouement de Jojo, 1936-1937.
2. Les Nouvelles Aventures de Jojo, 1937-1939.
3. Freddy aux Indes, 1939-1940. Repris en 1954-1955.

- 137 couvertures de La Semaine du croisé, 1935-1940.
- Blondin et Cirage, dans Petits Belges, 1939-1942.
- El Senserenico dans Les Bonnes Soirées, 1952 roman dessiné d'après un roman sentimental signé Flora Sabeiran, auteur sud-américain probablement imaginaire
- Bernadette, dans Line, 1958.
- Les Aventures de Bonux-Boy (dessin), avec Benoît Gillain (scénario), dans Le Journal de Tintin[43] :

1. Bonux-Boy joue au corsaire, 1959.
2. La Chasse au trésor, 1961.

- Tanguy et Laverdure (dessin), avec Jean-Michel Charlier (scénario), dans Le Journal de Tintin[43] :

1. Mission dernière chance, 1973.
2. Un DC 8 a disparu, 1973.
3. Les Anges noirs, 1976.

- Hud le spécialiste (dessin), avec Philip, dans Johnny le journal de l'âge d'or[44], 1970 d'après le film de Sergio Corbucci Le Spécialiste ; publication restée inachevée, avec l'arrêt du journal après le 7e numéro)[45].
- Le Baron Von Rischönstein chez les Empa–pahutés, dans un des recueils Super Tintin[43], 1979.
- Barbe-Rouge (dessin), avec Jean-Michel Charlier (scénario), dans Super As[46] :

1. Raid sur la corne d'or, 1979.
2. L'Île des vaisseaux perdus, 1979.

### Albums
- Jojo, Croisade des enfants :

1. Le Dévouement de Jojo, 1937. Réédition Chlorophylle, 1979.
2. Les Aventures de Jojo, ?. Réédition Chlorophylle, 1980.

- Blondin et Cirage :

1. Blondin et Cirage en Amérique, Averbode, 1942. Réédition Magic Strip, 1985, avec une couverture d'Yves Chaland.
2. Blondin et Cirage contre les gangsters, Averbode, 1946. Réédition Michel Deligne, 1973.
3. Jeunes ailes, Averbode, 1946. Réédition Yann Rudler, 1980, avec une couverture d'Yves Chaland ; Magic Strip, 1984, avec une couverture d'Yves Chaland.
4. Les Nouvelles Aventures de Blondin et Cirage (scénario), avec Victor Hubinon (dessin), Dupuis, 1951 — Réédition Michel Deligne, 1977.
5. Blondin et Cirage au Mexique, Dupuis, 1952. Réédition coll. « Péchés de Jeunesse » (no 15), 1983. Réédition Michel Deligne, 1973.
6. Le Nègre blanc, Dupuis, 1952. Réédition coll. « Péchés de Jeunesse » (no 17), 1984  (ISBN 2-8001-0990-4).
7. Kamiliola, Dupuis, 1954. Réédition coll. « Péchés de Jeunesse » (no 9), 1980  (ISBN 2-8001-0708-1).
8. Silence on tourne, Dupuis, 1954.
9. Les Soucoupes volantes, Dupuis, 1956. Réédition coll. « Péchés de Jeunesse » (no 3), 1978  (ISBN 2-8001-0578-X).

- Don Bosco (première version), Dupuis, 1943.
- Jean Valhardi, Dupuis

#### Première série
1. Jean Valhardi détective (dessin), avec Jean Doisy (scénario), 1943.
2. Jean Valhardi détective 2 (dessin), avec Jean Doisy (scénario), 1951.
6. Valhardi contre le Soleil Noir, 1958.
7. Le Gang du diamant (dessin), avec Jean-Michel Charlier (scénario), 1958.
8. L'Affaire Barnes, 1959.
9. Le Mauvais Œil (dessin), avec Philip (scénario), 1960.
10. Le Secret de Neptune (dessin), avec Philip (scénario), 1961.
11. Rendez-vous sur le Yukon (dessin), avec Philip (scénario), 1963.
12. Le Retour de Valhardi (dessin), avec Mouminoux (scénario), 1965.
13. Le Grand Rush (dessin), avec Guy Mouminoux (scénario), 1965.

#### Deuxième série
Les volumes 6 à 13 sont réédités avec les numéros, successivement, 1, 2, 4, 7, 8, 9, 11 et 12.
13. Le Duel des idoles (dessin), avec Guy Mouminoux (scénario), 1986  (ISBN 2-8001-1262-X).
- La Clef hindoue, Dupuis, 1944. Réédition Michel Deligne, 1973.
- Christophe Colomb, Dupuis, 1946. Réédition partielle redessinée par Lorg, Hélyode, 1992  (ISBN 2-87353-036-7).
- Emmanuel (dessin), avec Balthasar (scénario), Dupuis, 1947.
- Spirou et Fantasio : Spirou et l'aventure, Dupuis, 1948.
- Baden-Powell, Dupuis, 1950. Réédition coll. « Histoires en bandes dessinées » (no 9 et 10), 1981.
- Don Bosco (seconde version), Dupuis, 1950. Réédition coll. « Figures de Proue », 1990.
- Les Hommes-grenouilles et Comme une mouche au plafond dans Spirou et Fantasio t. 3 : Les Chapeaux noirs, Dupuis, 1952.
- Jerry Spring, Dupuis :

1. Golden Creek (Le Secret de la mine abandonnée), 1955.
2. Yucca Ranch (dessin), avec Maurice Rosy (scénario), 1955.
3. Lune d'argent, 1956.
4. Trafic d'armes, 1957.
5. La Passe des indiens, 1957.
6. La Piste du grand nord (dessin), avec René Goscinny (scénario), 1958.
7. Le Ranch de la malchance, 1959.
8. Les 3 Barbus de Sonoyta (dessin), avec Jean Acquaviva (scénario), 1959.
9. Fort Red Stone (dessin), avec Philip (scénario), 1960.
10. Le Maître de la Sierra (dessin), avec Philip (scénario), 1962.
11. La Route de Coronado (dessin), avec Philip (scénario), 1962.
12. Et Zopilote, (dessin), avec Philip (scénario), 1964.
13. Pancho hors-la-loi, 1964.
14. Les Broncos du Montana, 1965.
15. Mon ami Red (dessin), avec Philip (scénario), 1965. Contient également Le Loup solitaire (dessin), avec Daniel Dubois (scénario).
16. La Fille du canyon, (dessin), avec Philip (scénario), 1977  (ISBN 2-8001-0555-0).
17. La Grand Calumet, (dessin), avec Philip (scénario), 1978  (ISBN 2-8001-0601-8).
18. Le Duel, (dessin), avec Lob (scénario), 1984  (ISBN 2-8001-1039-2).

- 19. Les Vengeurs du Sonora, Dupuis, coll. « Jerry Spring », Marcinelle, 3e trimestre 1985
Scénario et dessin : Jijé - Couleurs : quadrichromie -  (ISBN 2-8001-1147-X)
- 20. Jerry contre KKK, Dupuis, coll. « Jerry Spring », Marcinelle, septembre 1986
Scénario : Lob - Dessin : Jijé - Couleurs : quadrichromie -  (ISBN 2-8001-1381-2)
- 21. L'Or de personne, Dupuis, coll. « Jerry Spring », Marcinelle, octobre 1987
Scénario : Philip - Dessin : Jijé - Couleurs : quadrichromie -  (ISBN 2-8001-1491-6)
- Int. 1. 1954-1955[47],[48], Dupuis, Marcinelle, août 2010
Scénario et dessin : Jijé - Couleurs : noir et blanc -  (ISBN 978-2-8001-4501-3),Contient 30 pages sur Jijé et son œuvre ainsi que les 4 premières histoires de la saga : Golden Creek ; Yucca ranch ; Lune d'argent ; Trafic d'armes.
- Int. 5. 1966-1977[49], Dupuis, Marcinelle, 24 août 2012
Scénario : Jacques Lob, Philip - Dessin : Jijé - Couleurs : noir et blanc -  (ISBN 978-2-8001-5416-9),Contient un dossier de 25 pages.
- Blanc Casque, Dupuis, 1956. Réédition coll. « Meilleurs récits du journal de Spirou » (no 7), 1982.
- Charles de Foucault, Dupuis, 1959. Rééditions coll. « Histoires en BD » (no 14), 1984 et coll. « Figures de Proue », 1990.
- Tanguy et Laverdure (dessin), avec Jean-Michel Charlier (scénario) :

Dargaud :
9. Les Anges noirs, 1968.
10. Mission spéciale, 1968.
11. Destination Pacifique, 1969.
12. Menace sur Mururoa, 1969.
13. Lieutenant Double-Bang, 1970.
14. Baroud sur le désert, 1970.
15. Les vampires attaquent la nuit, 1971.
16. La Terreur vient du ciel, 1971.
17. Mission dernière chance, 1972.
18. Un DC-8 a disparu, 1973.
Fleurus :
1. La Mystérieuse Escadre Delta, 1979.  (ISBN 2-215-00264-6) Réédité en numéro 5 de l'édition Novedi – Hachette.

Novedi – Hachette :
1. Opération tonnerre, 1981.  (ISBN 2-01-008154-4)
2. Premières missions, 1981.  (ISBN 2-01-008162-5)
3. Station brouillard, 1982.  (ISBN 2-01-008915-4)

- L'Étrange destin de Bernadette, Fleurus, 1979 — Paru en 1958 dans Line
- Zone interdite, Phigi-Jonas, coll. « 1/1 », Bruxelles, 1980
Scénario : Charles Jadoul - Dessin : Jijé, Herbert - Couleurs : noir et blanc
- Barbe-Rouge (dessin), avec Jean-Michel Charlier (scénario) :

18. Raid sur la corne d'or, avec son fils Laurent Gillain dit Lorg (assistant dessin), Fleurus, 1979  (ISBN 2-215-00265-4).
19. L'Île des vaisseaux perdus, avec Lorg (assistant dessin), Fleurus, 1980  (ISBN 2-215-00328-6).
21. Les Disparus du Faucon noir, avec Christian Gaty (assistant dessin), Novedi (Bruxelles) ; Hachette (France), 1982  (ISBN 2-01-008736-4).
- El Senserenico, Michel Deligne, 1982,d'après une histoire de Flora Sabeiran, paru dans Les Bonnes Soirées en 1952.
- Sitting Bull, Bédésup, 1982.
- Trinet et Trinette dans l'Himalaya[50], Magic Strip, 1984  (ISBN 2-8035-0089-2),Préface : André Leborgne. Avant-propos : Didier Pasamonik. Avec une couverture d'Yves Chaland.

### Intégrales
À partir de 1991, Dupuis réédite l’œuvre intégrale de Jijé, classée par date et non uniquement par série.
- 1991 : Tout Jijé, 1951-1952, tome 1  (ISBN 2-8001-1869-5)
- 1992 : Tout Jijé, 1952-1953, tome 2  (ISBN 2-8001-1916-0)
- 1992 : Tout Jijé, 1954-1955, tome 3  (ISBN 2-8001-1936-5)
- 1993 : Tout Jijé, 1955-1956, tome 4
- 1993 : Tout Jijé, 1956-1957, tome 5
- 1994 : Tout Jijé, 1957-1958, tome 6
- 1994 : Tout Jijé, 1958-1959, tome 7
- 1995 : Tout Jijé, 1960-1961, tome 8
- 1995 : Tout Jijé, 1961-1963, tome 9
- 1996 : Tout Jijé, 1963-1964, tome 10  (ISBN 2-8001-2259-5)
- 1996 : Tout Jijé, 1964-1965[52], tome 11  (ISBN 2-8001-2344-3) — Préface : Thierry Martens.
- 1997 : Tout Jijé, 1965-1967, tome 12  (ISBN 2-8001-2441-5)
- 1997 : Tout Jijé, 1974-1977, tome 13  (ISBN 2-8001-2466-0)
- 2000 : Tout Jijé, 1948-1950, tome 14  (ISBN 2-8001-2990-5)
- 2000 : Tout Jijé, 1945-1947, tome 15  (ISBN 2-8001-2642-6)
- 2000 : Tout Jijé, 1938-1940, tome 16  (ISBN 2-8001-3146-2)
- 2004 : Tout Jijé, 1941-1942, tome 17  (ISBN 2-8001-3377-5)
- 2010 : Tout Jijé, 1942-1943 / 1944-1945, tome 18  (ISBN 978-2-8001-4655-3)

### Artbook
- Christelle Pissavy-Yvernault et Bertrand Pissavy-Yvernault, Franquin, Morris, Jijé, Sempé... : 200 couvertures inédites pour le journal Le Moustique, Marcinelle, Dupuis, 1er novembre 2015, 312 p., ill. ; 29,8 cm (ISBN 978-2-8001-6571-4, présentation en ligne).

## Expositions individuelles
- De Joseph Gillain à Jijé… Sur les traces namuroises d’un artiste wallon, Abbaye de Maredsous, du 29 juin au 31 août 2025[57].

## Collections publiques
16 œuvres de cet artiste sont conservées au Centre belge de la bande dessinée et font partie du patrimoine mobilier de la région Bruxelles-Capitale. La Cité internationale de la bande dessinée et de l'image d'Angoulême conserve également des originaux de Jijé dans sa collection.